# Iles
Iles – miasto w Kolumbii, w departamencie Nariño.